# Чолун-Хамур
Чолун-Хамур (калм. Чолун Хамр) — посёлок в Ики-Бурульском районе Калмыкии, административный центр Чолунхамурского сельского муниципального образования. Посёлок расположен в пределах Ергенинской возвышенности в 42 км к юго-востоку от районного центра посёлка Ики-Бурул.
Население — 250 человек (2021)
Основан как посёлок каменного карьера в 1958 году.

## Название
Название производно от оронима — названия хребта Чолун-Хамур (калм. Чолун Хамр), на склоне которого расположен посёлок. Название имеет монгольское происхождение и переводится на русский язык как каменный нос (калм. чолун — камень, каменный + калм. хамр — нос, холм, возвышенность).

## История
В XIX веке, в честь жившего и работающего  здесь армянского купца и крупного животновода С.П. Гамбурова, его армянскими соотечественниками, близ урочища Чолун-Хамур, была возведена христианская часовня из белого ракушечника
В 1937 году были проведены геологические изыскания в районе южных отрогов хребта Чолун-Хамур.
В 1958 году после возвращения калмыков из сибирской ссылки, открылся карьер по добыче стенового строительного материала (камень-ракушечник). Тогда же здесь появились первые дома камнедобытчиков. В том же году открылась начальная школа. В 1961 году Указом Президиума Верховного Совета Калмыцкой АССР поселку каменного карьера было присвоено название «Чолун-Хамур». В 1966 году Чолун-Хамурская школа стала восьмилетней.
В 1993 году было образовано Чолунхамурское сельское муниципальное образование Республики Калмыкия. В том же году Чолун-Хамурская школа стала средней.

## Физико-географическая характеристика
Посёлок расположен на юге Ики-Бурульского района, в пределах Ергенинской возвышенности, являющейся частью Восточно-Европейской равнины, на южном склоне хребта Чолун-Хамур. Высота над уровнем моря — 53 м. Рельеф местности равнинный. Общий уклон местности с севера на юг. В 2,7 км к югу от посёлка проходит Черноземельский магистральный канал, в 6 км в том же направлении протекает река Восточный Маныч.
Расстояние до столицы Калмыкии города Элиста составляет 110 км, до районного центра посёлка Ики-Бурул — 42 км.
Согласно классификации климатов Кёппена-Гейгера тип климата — семиаридный (индекс BSk). Среднегодовая температура воздуха — 10,1 °C, количество осадков — 310 мм. В окрестностях посёлка распространены светлокаштановые почвы различного гранулометрического состава.

## Население
В конце 1980-х в посёлке проживало около 410 человек.
| 2002 | 2010 | 2011 | 2012 | 2013 | 2014 | 2015 |
| ---- | ---- | ---- | ---- | ---- | ---- | ---- |
| 276  | ↗279 | ↘275 | ↘253 | ↗259 | ↘254 | ↘246 |
| 2016 | 2017 | 2018 | 2019 | 2020 | 2021 |      |
| ↘227 | ↘218 | ↘211 | ↘210 | ↘198 | ↗250 |      |

Национальный состав
Согласно результатам переписи 2002 года большинство населения посёлка составляли калмыки (95 %).

## Социальная инфраструктура
В посёлке действуют дом культуры и библиотека. Среднее образование жители посёлка получают в Чолун-Хамурской средней общеобразовательной школе, дошкольное — в детском саду «Солнышко». Медицинское обслуживание обеспечивают фельдшерско-акушерский пункт и расположенная в посёлке Ики-Бурул Ики-Бурульская центральная районная больница.
Посёлок электрифицирован и газифицирован (в 2006 году).

## Интересные факты
В XIX веке в честь жившего и работавшего здесь армянского купца и крупного животновода С. П. Гамбурова его армянскими соотечественниками близ урочища Чолун-Хамур была возведена христианская часовня из белого ракушечника.